# Paris, Quận Grant, Wisconsin
Paris là một thị trấn thuộc quận Grant, tiểu bang Wisconsin, Hoa Kỳ. Năm 2010, dân số của thị trấn này là 686 người.